# 神戸北野ホテル
神戸北野ホテル（こうべきたのホテル）は、兵庫県神戸市中央区山本通3丁目3番にある洋館風ホテルで、料理をメインとする宿泊施設付きレストラン（オーベルジュ）の形式をとり、結婚式場も併設する。総支配人・総料理長は山口浩。

## 概要
神戸北野の異人館が建ち並ぶ一角に「美食を愛で、心豊かなひとときを過ごしてもらう」というコンセプトの元、生まれた都市型オーベルジュで、シェフの山口が修業時代にフランス・ブルゴーニュ地方の名店「ラ・コート・ドール」（現ルレ・ベルナール・ロワゾー）のベルナール・ロワゾー直伝で、かつ山口自身のオリジナルな発想による創作も織り交ぜたフランス料理を提供するホテルである。山口は「神戸ベイシェラトンホテル＆タワーズ」のレストラン「ラ・コート・ドール神戸」の料理長に抜擢されながらも、1995年の阪神・淡路大震災に見舞われたことで同レストランの撤退を余儀なくされたものの、自らがホテル運営法人を立ち上げ代表取締役に就くとともに現在の神戸北野ホテルを再建した。
山口は日本では世界に比較し良いものを作る生産者に焦点を当てられることが少ないと感じており、このため兵庫県内を中心に料理人が生産地へ直接出向き、その土地の気候、水質、空気など食材が育成された環境までを感じ取った上で、素材の持つおいしさを引き出すことを旨とし、品質の高さで定評のある神戸高見牛のほか、丹波赤じゃが、バナナパインポークなどを使用した料理を提供している。
神戸北野ホテルは、赤いレンガの外装で、部屋数はわずか30室だが、内装・家具ともすべて異なり、レストランには自然光が取り入れられている。山口の脳裏には、このホテルを見た瞬間、師匠のベルナール・ロワゾーがレストランの隣で経営していた料理宿「オーベルジュ」が甦った。また、山口は同ホテルでは厨房を出て価値観が変わり、主役と思っていた料理が、実は脇役の時もあると知ったと話している。
2011年には世界的権威のあるホテルとレストランで作る「ルレ・エ・シャトー」への加盟が認められると同時に、山口が「グランシェフ」の称号を得る。これはアジア初であった。

## 沿革
- 敷地は明治12年（1879年）に開業した日本初のオリーブ栽培園地「国営神戸阿利襪園」。明治24年（1891年）に川崎財閥総帥の川崎正蔵が購入し、川崎邸が建設された[15]。
- 1992年4月29日 - 近鉄グループと東京海上火災保険の共同出資により開業（運営会社は株式会社神戸北野ホテル）。当初から近鉄グループの都ホテルズ&リゾーツ（大型のシティホテルが中心）とは一線を画すホテル業態であった[4]。
- 1995年1月17日 - 阪神・淡路大震災が発生し被災。営業を休止する[4]。
- 2000年6月2日 - 休業中だったホテルの営業を再開[5]。再建を山口浩が引き受ける。パリのレストラン数店で修業後、フランスの名店「ラ・コート・ドール」（現「ルレ・ベルナール・ロワゾー」）にてベルナール・ロワゾーのもとで『水のフレンチ』を学ぶなど修業を積み、「ラ・コート・ドール神戸」開業にあたり帰国した山口が同年に神戸北野ホテル運営会社を設立、代表取締役に就任。総支配人・総料理長として運営を開始。ロワゾー直伝の朝食メニューを提供する[16][11]。
- 2001年 - 旧運営会社の株式会社神戸北野ホテルが清算結了[17]。
- 2008年 - 山口が「神戸マイスター」認定[16][18]。
- 2010年 - 「ルレ・エ・シャトー・グランシェフ」の称号を授与される[16]。
- 2011年 - 「ルレ・エ・シャトー」への加盟を認められる。4月6日、フランス料理が世界無形文化遺産に登録されたことを記念しベルサイユ宮殿で開催された晩餐会で「世界の料理人60人」の1人に選ばれる。この晩餐会の売上は経費を除きすべてが寄付に充てられたが、その半分は東日本大震災の義援金に使われた[10][19][20]。
- 2014年11月24日 - ルレ・エ・シャトー創立60周年を記念したディナーイベント「ルレ・エ・シャトー グランシェフ 美食の協演」が開催され、山口とフランス・ブルゴーニュの総料理長パトリック・ベルトロンの2人によるアミューズからデザートまで計8品の特別コースが完成された[21][22]。
- 2015年11月7日 - 山口が農林水産省認可の料理人顕彰制度である、2015年度（第6回）「料理マスターズ」（ブロンズ賞）受賞[11][16]。
- 2016年 - 山口が「フランス共和国農事功労章」シュバリエ勲章受章[16]。同年11月28日～12月1日、「ルレ・エ・シャトー」のアジア・パシフィック地域で初となる世界大会が東京で開催。山口が参加[23]。
- 2017年 - 山口が現代の名工（厚生労働省）に認定される[16]。兵庫県「技能顕功賞」受賞[16]。
- 2018年4月11日 - 5月6日、松任谷由実のデビュー45周年記念ベストアルバム「ユーミンからの、恋のうた。」のリリース記念企画として、神戸北野ホテルのダイニング「イグレック」、フレンチレストラン「アッシュ」にてスペシャルランチ、オリジナルカクテル、スペシャルディナーのメニューが提供された。松任谷とシェフの山口は古くから親交があり、松任谷は神戸を訪問する際にはしばしば立ち寄っている。メニューは、前菜、メインディシュと“恋のうた”をテーマにしたパティシエ特製スイーツ15種であった[24]。
- 2018年11月3日 - 山口が平成30年秋の褒章「黄綬褒章」受賞[25][26]。
- 2021年10月1日 - 当ホテルをブラックストーンと近鉄グループが共同出資する特別目的会社が取得[27]。

## 交通
出典：
- 公共交通機関 
  - バス 神戸市バス7系統・「山本通３丁目」下車、徒歩1分。
  - 鉄道 各線三宮駅又は新神戸駅下車、徒歩15分。
- 自動車 
  - 阪神高速神戸線京橋IC下車、三宮方面、加納町交差点左折、山手幹線西へ、トアロードを北上。
- 飛行機 大阪国際空港（伊丹空港）から空港バスで約40分、関西国際空港から約65分。神戸空港からポートライナーで約18分（以上、三宮まで）。

## 周辺情報
出典：
- ヴィーナスブリッジ 650m
- 相楽園 750m
- 風見鶏の館 550m
- うろこの家 うろこ美術館 750m
- 北野工房のまち 200m
- 英国館 600m
- 萠黄の館 500m